# Dvärgvädursfuchs

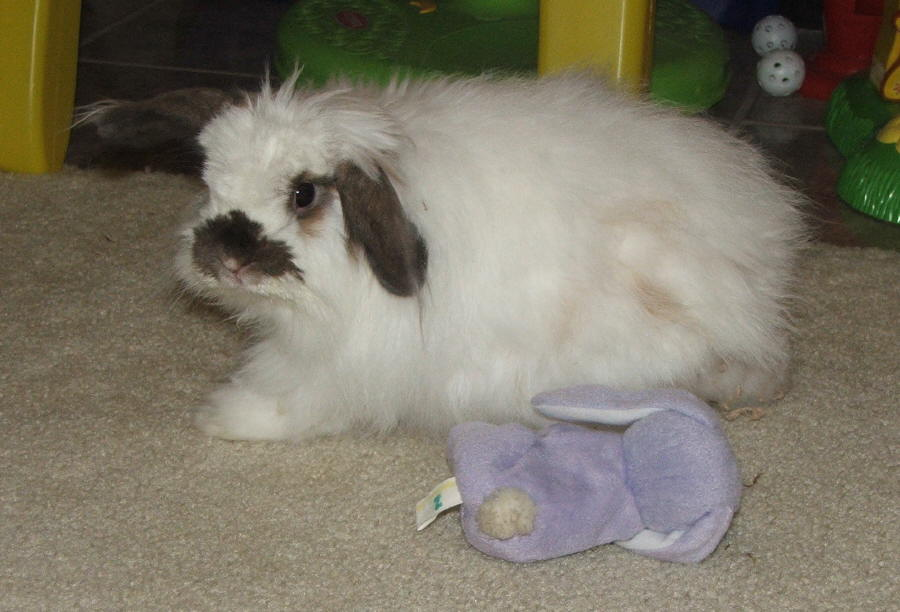
Dvärgvädursfuchs

Dvärgvädursfuchs är en kaninras som är en korsning mellan dvärgvädur och fuchs. Den kan även kallas Cashmere (eller Kashmir) på grund av sin långa, mjuka och något flygiga päls.
Rasen är mellanstor och väger 2-4 kg. Oftast har den hängande vädursöron men det förekommer individer med ett eller två upprättstående öron.